# Jan Hus
Jan Hus (/ˈjan ˈɦus/ⓘ), también conocido como Juan de Hus o Juan de Hussenitz (Hussenitz, Reino de Bohemia, c. 1369-Constanza, Sacro Imperio Romano Germánico, 6 de julio de 1415), fue un teólogo y filósofo checo, rector de la Universidad Carolina de Praga. Como reformador y predicador se le considera uno de los precursores de la Reforma protestante. Sus seguidores son conocidos como husitas. Murió quemado en la hoguera tras ser condenado por herejía en el Concilio de Constanza.

## Biografía

### Infancia
Jan Hus nació hacia 1370 en Husinec, una pequeña villa de la región de la Bohemia meridional (hoy República Checa), en el seno de una familia de campesinos pobres. Su padre murió siendo Jan aún joven, por lo que fue criado con mucho esfuerzo por su madre. Demostró tener piedad y fervor religioso desde su infancia, participó como monaguillo y cantó en el coro de la iglesia. Los libros religiosos le apasionaban. Cierta noche que leía la vida de San Lorenzo cerca de la chimenea, acercó su mano al fuego para ver hasta dónde sería capaz de soportar los tormentos que San Lorenzo había sufrido.[cita requerida]

### Formación
Jan Hus recibió la mejor educación que permitían las circunstancias, aprendiendo lo suficiente sobre los escritores de Grecia y Roma en una escuela privada en la provincia de Bohemia, donde obtuvo el título de Bachiller en Teología en 1398. Se le aceptó en la Universidad de Praga por caridad, es decir, se le permitió estudiar en esa universidad aunque no tenía el dinero para costear los estudios. Pronto dio pruebas de su capacidad intelectual y se destacó por su diligencia y aplicación al estudio. Fue maestro en Artes en 1396 y continuó especializándose en Teología al tiempo que enseñaba Filosofía.
En el ambiente universitario, Jan Hus se encontró con una fuerte división de nacionalidades: bávaros, sajones, polacos y bohemios (checos). Una fuerte mentalidad independentista marcaba a estos últimos, los checos peleaban frecuentemente contra los otros. Incluso en el campo de las teorías filosóficas se marcaba la diferencia, por ejemplo, los checos se basaban en el realismo, mientras que los alemanes eran partidarios del nominalismo. En la universidad de Praga reinaba la concepción teológico filosófica del realismo escotista, del cual se vio influenciado el pensamiento de Hus.

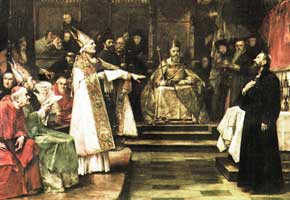
Jan Hus en el Concilio de Constanza.

Jan Hus fue escritor de una gran obra denominada Eclessia (Iglesia en griego), detallando sus mayores discrepancias contra el sistema católico imperante en esa época. Su conclusión más importante se basa en que Cristo es la cabeza de la Iglesia y no el papa y los cardenales. Este escrito fue clave para el despertar de la Iglesia protestante.

### Carrera eclesiástica
Hus fue ordenado sacerdote en 1400 y al año siguiente obtuvo el cargo de decano de la Facultad de Arte y Filosofía. Fue nombrado predicador por el rey de Bohemia, Wenceslao de Luxemburgo, primero en la iglesia de San Miguel y luego en la capilla de Belén de Praga en 1402, donde se predicaba exclusivamente en idioma checo.

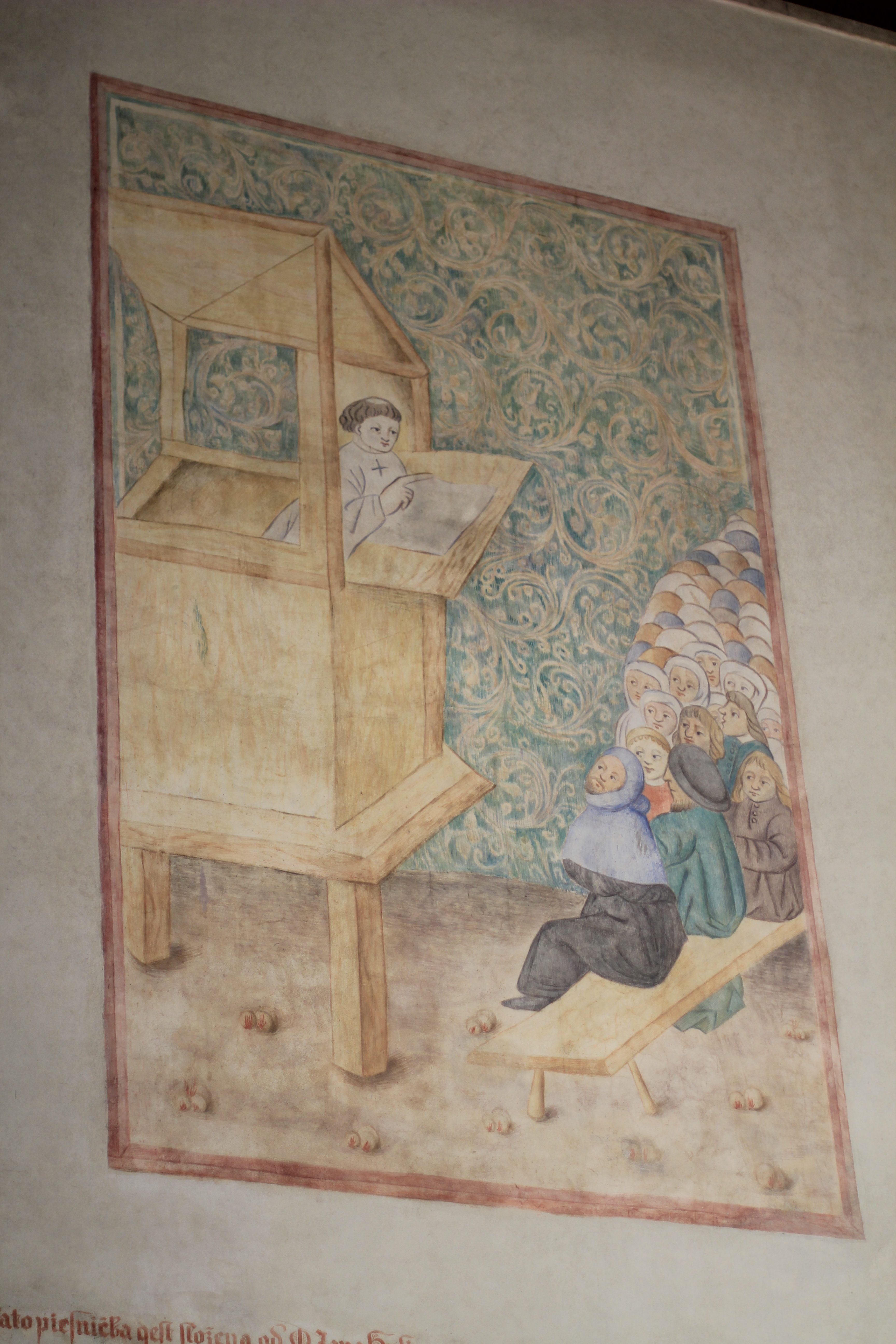
Fresco en el que se muestra a Jan Hus predicando en la Capilla de Belén.

Hus encabezó desde 1408 un movimiento basado en las ideas de Juan Wiclef denominado husismo y sus seguidores, los husitas, se multiplicaron en momentos en que la cristiandad sufría la crisis del Cisma de Occidente. Desde 1378, la Iglesia se encontraba dividida en dos obediencias, una al papa de Roma y otra al antipapa de Aviñón. Desde el púlpito, Hus criticaba esa división, la corrupción moral de la Iglesia, los abusos que cometía y la riqueza que estaba acumulando. En un intento de solucionar el cisma, un grupo de cardenales convocó en 1409 un concilio en Pisa, donde depusieron a los papas Gregorio XII de Roma y Benedicto XIII de Aviñón y eligieron un tercero, Alejandro V de Pisa. Los dos primeros no dieron marcha atrás y se mantuvieron firmes en sus cargos. Así que la Iglesia pasó a tener tres pretendientes al solio pontificio. El rey Wenceslao rindió obediencia al antipapa Alejandro V, separándose con más fuerza de los llamados alemanes, que mantuvieron su obediencia al papa romano.
En este contexto, Hus fue nombrado en 1409 rector de la Universidad de Praga. A la luz de las doctrinas de Wiclef, quería que la Iglesia católica fuera pobre, que todo lo que hiciera estuviera claramente basado en el Evangelio; además, criticaba la venta de indulgencias. Le decía a todo el pueblo que debía desobedecer a la Iglesia porque era evidente que los sacerdotes vivían en el pecado. También pretendía que se prohibieran los bailes. Participó en los grupos que surgieron en la escuela de predicadores de Milic de Kromeriz, que deseaban volver a la pureza de los primeros años del cristianismo y se oponían a los grandes dirigentes de la Iglesia.

### Contra el papado
Hasta este momento, Hus no había ido tan lejos. La cuestión se agravó cuando desarrolló su posición respecto al papado. Hus planteaba que la verdadera Iglesia era invisible y que todos los que pertenecen a la Iglesia son sus miembros. La iglesia romana tiene un rol eminente, pero no es la verdadera Iglesia de Cristo, ya que enseñaba que solo Cristo era la cabeza de la Iglesia. Predicaba que Jesucristo era la verdadera Piedra y no Pedro, y decía que el papa, con su corrupción y sus muchos pecados y errores que enseñaba a las personas, era la encarnación del anticristo. Las críticas de Hus se dirigen principalmente al antipapa Juan XXIII, sucesor de Alejandro V, a quien el rey de Bohemia había dado su obediencia. Para financiar la guerra contra Ladislao, Juan XXIII promulgó la predicación de las indulgencias en Bohemia. La manifestación pública de Hus causó el recelo de los predicadores enviados por el antipapa, que se debía más que todo a que a ellos solo les interesaba el dinero y poco el explicar bien el significado de las indulgencias a los fieles.
Por las calles de la ciudad se llevaron en procesión dos imágenes, una del papa vestido con hábitos pontificales riquísimos y otra de Jesucristo con vestidos pobres y cargando una cruz. A tres de los manifestantes se les ejecutó por meterse contra los predicadores de Juan XXIII, y los bohemios los veneraron como mártires, mientras que Hus fue excomulgado por el cardenal Stefaneschi.

### Condena del Concilio de Constanza
Para poner fin a la división de la cristiandad occidental, el emperador Segismundo convocó el Concilio de Constanza, más tarde ratificado por el antipapa Juan XXIII y luego confirmado por el papa Gregorio XII. En esta ocasión, Jan Hus tuvo la ilusión de presentarse a la asamblea conciliar para defender sus doctrinas y ser declarado inocente.

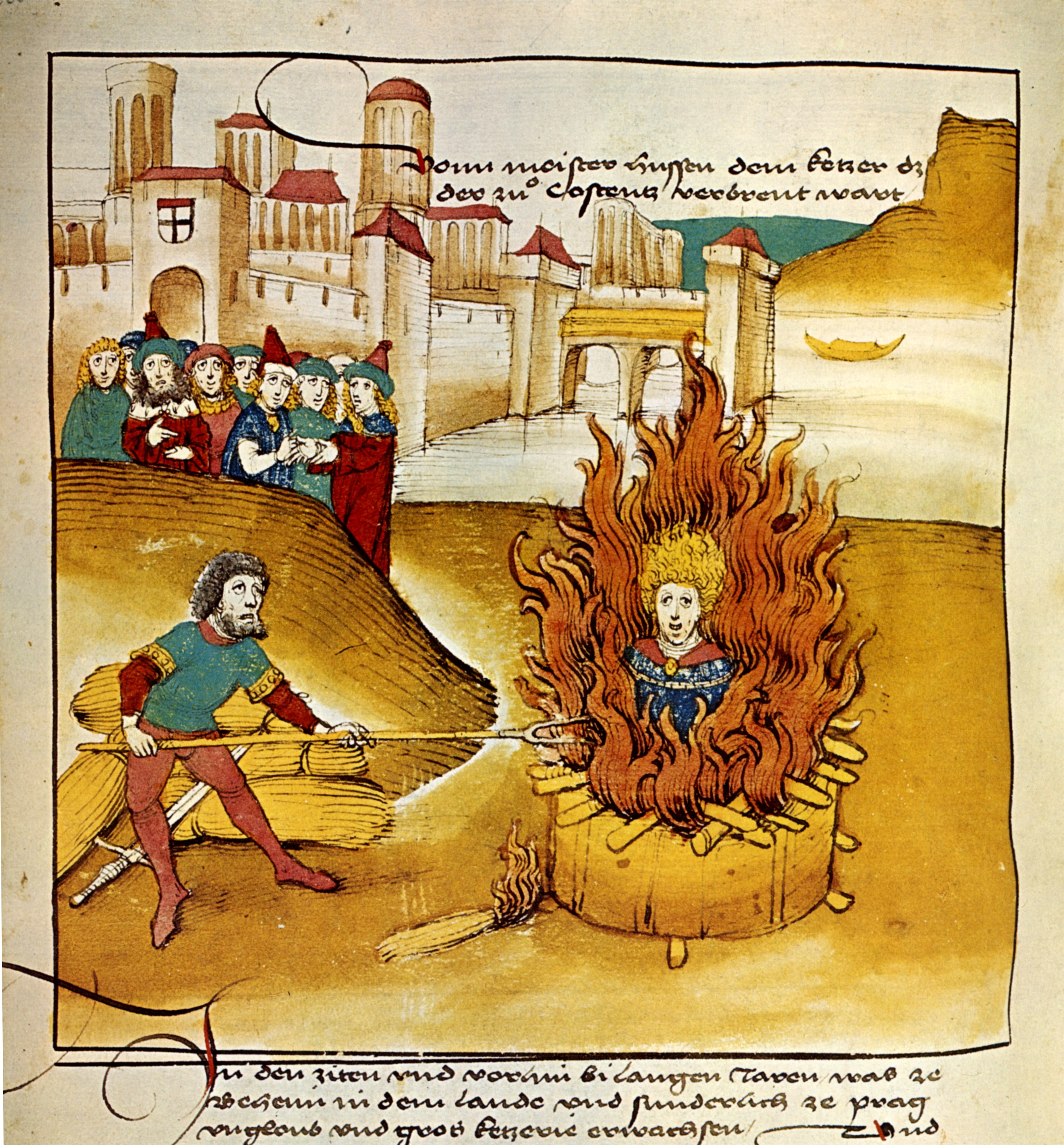
Martirio de Jan Hus (Spiezer Schilling, 1485).

El concilio duró del 5 de noviembre de 1414 al 22 de abril de 1418. El emperador, que confiaba y creía en la inocencia de Hus, le prometió un salvoconducto para acudir allí y explicar sus postulados. Hus llegó a Constanza el 3 de noviembre, dos días antes de que se abriera el concilio, donde se presentó a los teólogos del concilio, pero las trabas de sus propios compatriotas, que habían difundido un juicio muy negativo sobre él y sobre sus doctrinas, no permitieron que saliera triunfante como lo esperaba. La excomunión le prohibía celebrar la misa y predicar, pero Hus no hizo caso y trasgredió la prohibición, por lo que fue detenido el 28 de noviembre en casa de un capitular y encarcelado —a pesar de lo apalabrado— en un edificio del convento de los Dominicos. Cuando el rey Segismundo llegó el 24 de diciembre, se mostró enojado por no haberse cumplido lo que había prometido, pero no hizo nada por ayudar a Hus. Como quiera que Segismundo quería heredar la corona bohemia de su hermano Wenceslao, le interesaba más que se rehabilitara la reputación de Bohemia.
El 24 de marzo de 1415, Hus fue trasladado a la torre de los Descalzos y más tarde encarcelado en la torre del palacio episcopal en Gottlieben (actualmente Suiza). El 4 de mayo, el Concilio condenó a Wiclef y su doctrina a título póstumo. El 5 de junio de 1415 se llevó a Hus al convento de los Franciscanos, donde pasó las últimas semanas de vida. Del 5 al 8 de junio de 1415 fue sometido a interrogatorio en el refectorio del convento. El Concilio le exigía que se retractara y abjurara públicamente de su doctrina. Hus se negó a retractarse de algunas de las doctrinas de Wiclef y se mantuvo firme hasta finales de junio. En la asamblea general del Concilio, celebrada la mañana del 6 de julio de 1415, fue condenado por herejía, degradado del rango sacerdotal y abandonado en manos del brazo secular. El emperador le acusó de traición y le condenó a morir en la hoguera, ejecutándose la sentencia ese mismo día. En dicha asamblea estaban presentes, como representantes del poder secular, el emperador Segismundo, Federico de Hohenzollern, Luis III del Palatinado y un magnate húngaro. Como representantes del poder eclesiástico dieron su voto el obispo cardenal de Ostia, el obispo de Lodi, el obispo de Concordia y el arzobispo de Milán. Como el papa Gregorio XII había abdicado antes, la condena se hizo sin participación papal.
Hus fue entregado al poder secular, que lo llevó fuera del casco de la ciudad. La hoguera se había instalado en un lugar llamado Brühl entre la muralla y el foso. La orden de prender fuego a la hoguera, en la que se hallaban Hus y sus escritos, la dio el conde palatino Luis en nombre del emperador. Los verdugos esparcieron sus cenizas por el río Rin. Se ha atribuido a Hus la exclamación O sancta simplicitas (¡oh, santa sencillez!), pronunciada en la pira mientras veía cómo un campesino (o campesina) de avanzada edad acarreaba más leños para lanzarlos a la hoguera. Desde el siglo XX hay una placa conmemorativa en el sitio del patíbulo medieval.
Algunos afirman que antes de ser quemado, Hus dijo las siguientes palabras: 

«Vas a asar un ganso, pero dentro de un siglo te encontrarás con un cisne que no podrás asar.»

 Los seguidores de la Reforma Protestante suelen identificar a Martín Lutero con esas palabras, ya que 102 años después, Lutero clavó sus noventa y cinco tesis en Wittenberg y en su escudo de armas figuraba un cisne.
Hus escribió en una carta de despedida a sus amigos:

«Esto me llena de placer, que hayan tenido que leer mis libros, donde se manifiesta su maldad. También sé que han leído mis libros con más interés que las Sagradas Escrituras porque querían encontrar en ellos sus falsas doctrinas.»

## El movimiento husita
La muerte de Hus fue sentida en Bohemia como una ofensa a la nación, lo cual desencadenó una revuelta terrible de sus seguidores, los husitas. En algunas parroquias, los sacerdotes que no compartían las doctrinas de Hus fueron expulsados. Incluso el arzobispo de Praga fue objeto de amenazas. Algunos nobles de la región, encabezados por la reina Sofía, enviaron una carta al concilio de Constanza en la que declaraban a Hus como héroe nacional y rebatían las acusaciones contra él. Aseguraban además que lo de una supuesta herejía bohemia era una mentira y una invención del infierno.
Luego se formó una liga de nobles para defender la libertad de predicación, para proteger a los miembros del movimiento del poder episcopal y contra la injusta excomunión. Los husitas se dividieron ideológicamente en dos grupos principales:
- Los utraquistas: grupo más moderado que estaba formado por la baja nobleza y la burguesía y que fueron apoyados por la Universidad de Praga.
- Los taboritas: grupo más radical, constituido en torno a la fortaleza de Tábor y con influencia de corrientes milenaristas, con tintes antinobiliarios y antigermánicos.

En un primer momento ambas corrientes se unieron en torno al militar Jan Žižka, organizándose militarmente y enfrentándose a las tropas imperiales. La represión fue violenta y lograron imponerse en la región bohemia. Sin embargo, Žižka murió a causa de la peste negra y las corrientes husitas se separaron, acabando enfrentadas entre ellas. Los taboritas continuaron con sus campañas militares, saqueos y pillaje, mientras que los utraquistas se dirigieron al Concilio de Basilea, donde se reconciliaron con la Iglesia y con el emperador Segismundo, dando su apoyo a ambos en la lucha contra los taboritas y derrotándolos el 31 de mayo de 1434 en la batalla de Lipany.

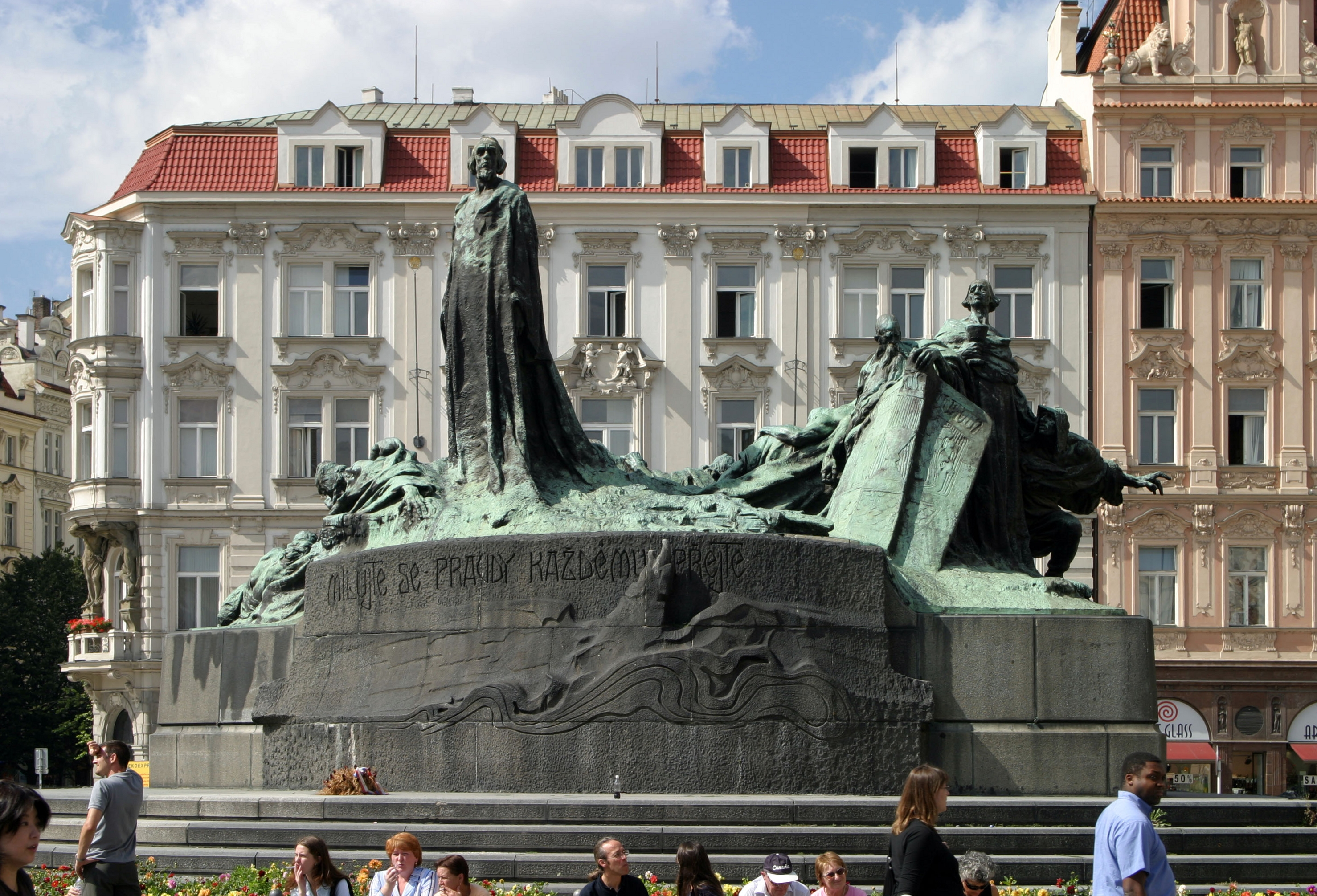
Monumento a Jan Hus en Praga.

## Monumento a Jan Hus
A Jan Hus se le ha dedicado en 1915 un conjunto escultórico en la Plaza de la Ciudad Vieja (Staroměstské náměstí) de Praga, con motivo de la conmemoración de los 500 años de su muerte.

## Posible rehabilitación por la Iglesia católica
La Iglesia católica a partir del concilio Vaticano II se ha declarado a propósito de una posible rehabilitación de Jan Hus. En dicho concilio, el obispo auxiliar Kampe declaró que «también nosotros los católicos debemos confesar hoy sin ningún miedo que los jueces en Constanza se han equivocado y que la muerte en las llamas del reformador Hus va entendida en aquella petición de perdón general que hizo Pablo VI».
En 1999 Juan Pablo II señaló: «Siento el deber de expresar mi profunda pena por la cruel muerte infligida a Jan Hus y por la consiguiente herida, fuente de conflictos y divisiones, que se abrió de ese modo en la mente y el corazón del pueblo».
El 15 de junio de 2015, el papa Francisco celebró una "liturgia de reconciliación" con motivo del 600 aniversario de la muerte de Jan Hus, junto con representantes de la Iglesia Husita checoslovaca y de la Iglesia evangélica de los Hermanos Checos. El viernes anterior, el papa había dicho: "La muerte de Juan Hus hirió de gravedad a toda la Iglesia católica y se debería pedir perdón por ella".

## Estatus en distintas tradiciones cristianas
Por su parte, la Iglesia luterana lo incluye en su calendario de santos, al igual que la Iglesia husita checoslovaca lo recuerda el día de Jan Hus, el 6 de julio, en recuerdo de su martirio.
Además es venerado como santo y mártir, junto a Jerónimo de Praga, por algunas Iglesias autocéfalas de la Iglesia ortodoxa, como la Iglesia ortodoxa griega, la Iglesia de Chipre y la Iglesia de Checoslovaquia. Por el mismo motivo se produce iconografía en su memoria.